# Fusil à poudre noire
Pour les articles homonymes, voir Fusil.
Le fusil à poudre noire est la première arme moderne utilisée pour remplacer les armes de trait (arc et arbalète) au premier quart du XIVe siècle par la création de la couleuvrine à main, puis de l'arquebuse (fin XVe siècle) et du mousquet (du XVIe au XVIIIe siècle).
Les premiers fusils sont chargés par la gueule. L'apparition ultérieure de la cartouche métallique facilite et accélère le chargement.

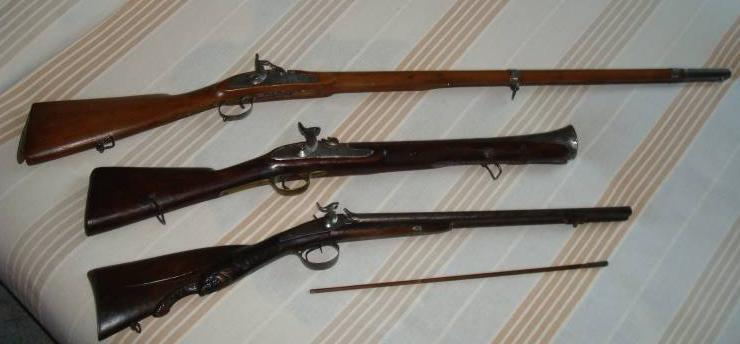
Fusils à poudre noire

## Chargement par la bouche
Au début du XIVe siècle, le fusil se présente comme un petit canon monté sur une tige de bois. Le plus ancien exemplaire connu a été découvert au château de Tannenberg en Allemagne ; c'est un simple tube lisse de 280 mm, monté sur un support en bois, d'où son nom de l'époque de « baston à feu ».
Le chargement se fait en versant la poudre noire dans la gueule du canon, suivie d’une bourre puis de la balle qui est précédée ou entourée d'une bourre légère grasse appelée calepin destiné à améliorer l'étanchéité, donc à réduire la déperdition de gaz et surtout à bien centrer le projectile dans le canon pour une meilleure précision. pour retenir le projectile dans le tube pendant la manœuvre et assurer un léger graissage et nettoyage du tube au moment de l'éjection. Une baguette ou écouvillon (parfois appelée repoussoir) permet de pousser l’ensemble au fond du canon.

## Chargement par laculasse
Le chargement par la culasse apparait au XVIe siècle en imitation du système utilisé sur les canons d’artillerie, pour effectuer un chargement plus aisé et des tirs plus rapides.

### Types de culasses
Culasse à vis : à l’arrière du canon une vis-obturateur manœuvrée par un levier se dévisse sous le canon pour permettre le chargement.
Chambre pivotante : une partie arrière du canon bascule vers l’arrière pour permettre le chargement (système Crespi, Autriche 1770).
Culasse amovible : datant de 1553, une chambre métallique chargée et pourvue de son propre bassinet est introduite à l’arrière du canon (Musée national bavarois) ou sur le côté pour certaines armes, elle est bloquée par un coin en métal pour éviter son expulsion lors de la mise à feu.
Le chargement par la culasse entraîne de profondes modifications au niveau de la présentation des cartouches contenant la poudre et le projectile. C’est le début de la cartouche papier qui contient à la fois la balle, la poudre et l’amorce ; le chargement se fait en une seule opération et sans bourre.

## Poudre et munition

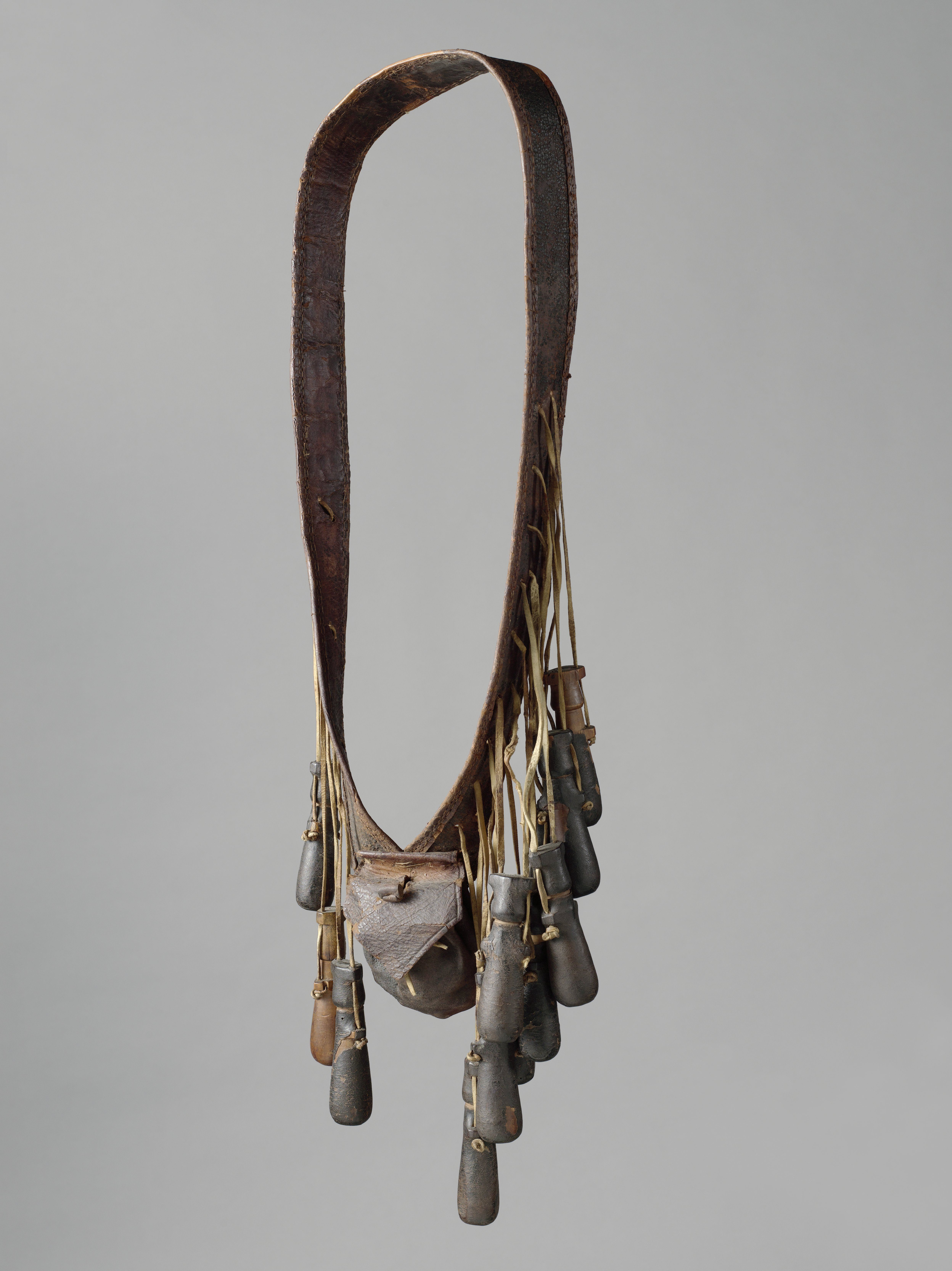
Une bandoulière des Pays-Bas et ses douze apôtres, début XVIIe siècle.

Conteneurs à poudre : l’approvisionnement en poudre noire se fait avec un récipient contenant la poudre et muni d’un bec verseur. La forme est très variable en fonction de la région, de la coutume, etc. Pour la chasse on utilise soit une corne d’animal, soit une poire en métal léger munie d’un bec doseur. Pour l’armée, à partir de la fin du XVIe, la poudre est contenue dans de petits tubes en bois nommés « apôtres » et portés à la « bandoulière ».
Cartouche papier : à partir milieu du XVIe siècle, c’est surtout pour des raisons militaires que les cartouches en papier contenant la poudre et la balle sont développées ensuite pour faciliter le rechargement. Le soldat doit la déchirer avec ses dents pour recharger son fusil, d'où la vérification de la denture des recrues avant leur incorporation. Cette cartouche contient la balle et la poudre, dans une enveloppe de papier qui sert de bourre. Le tireur verse la poudre, la balle et le papier de bourre dans le canon du fusil et tasse avec une baguette. Sur certains modèles de cartouches, l’amorce est attachée à l’ensemble par une petite ficelle. La cartouche est suifée (ou paraffinée au XIXe siècle) pour la protéger de l’humidité et faciliter la bourre.

## Système de mise à feu
La mise à feu se fait en approchant, devant un petit orifice percé dans le fond du canon, une flamme ou objet incandescent comme une mèche à feu ou de l’amadou.
XVe siècle : vers le milieu du siècle, apparition en France de l'arquebuse munie d’un canon plus long, d’un système de mise à feu plus perfectionné avec, en premier, le bassinet qui est une pièce creuse (comme une cuillère) placée près de l’orifice de mise à feu et qui contient une petite quantité de pulvérin (poudre très fine) qui sert d’amorce.
Les premières mises à feu se font manuellement comme dans le cas des couleuvrines, parfois avec l’aide d’une deuxième personne chargée de présenter la mèche lorsque le tireur a fini de pointer.
Vers 1470, l’invention de la platine à mèche permet, par appui de la détente, la mise à feu automatique de la poudre. À partir de cette époque, les systèmes de mise à feu sont communs aux deux types de chargement (bouche ou culasse).

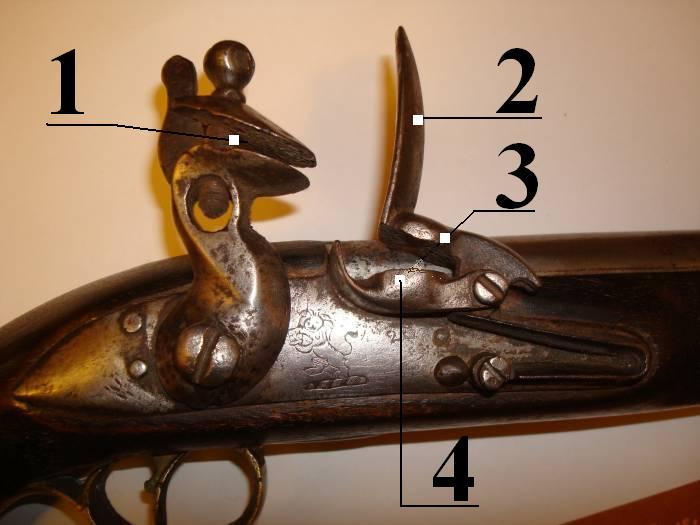
Platine à silex dit à la miquelet

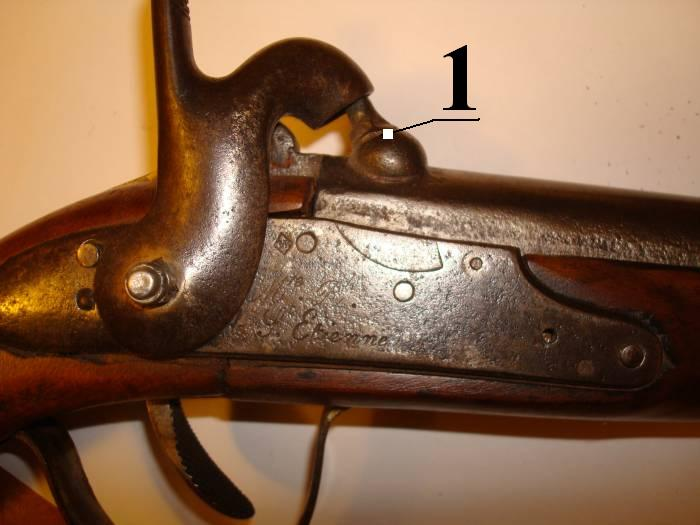
platine à percussion

XVIe siècle : vers 1500, parallèlement à la platine à mèche, apparaît la platine à rouet qui est un chef-d’œuvre de technique mais trop onéreux pour l’usage sur l’armement militaire. L’arquebuse est remplacée par le mousquet avec un canon plus long et une crosse permettant une meilleure tenue de tir. Certains de ces mousquets doivent, à cause de leur poids, être appuyés sur une fourquine, une longue tige fichée au sol et terminée par une sorte de petite fourche.
Vers 1550, la platine à rouet est remplacée en Europe du Nord par la platine dit à chenapan et la platine dit à miquelet d'origine espagnole et où le mécanisme à silex consiste en un morceau de silex fixé sur le chien et qui, en heurtant une pièce métallique appelée batterie, produit une gerbe d’étincelles au-dessus du bassinet mis à découvert par le couvre-bassinet.
XVIIe siècle : vers 1610 apparaît la platine à silex, perfectionnement du chenapan et du miquelet, avec une batterie et un couvre-bassinet séparés ; ce système remplace en Europe la platine à mèche et à rouet. 
XVIIIe siècle : apparition de la baïonnette montée en bout du canon pour la défense contre les charges de cavalerie et le combat au corps à corps.
XIXe siècle : invention de la platine à percussion qui améliore considérablement la rentabilité et la fiabilité de l’arme. Cette platine est plus simple et peu sujette aux intempéries ; de plus, par l’absence de bassinet, le tireur n’est plus soumis aux projections de poudre incandescente. Avec l’apparition de la culasse à verrou à la fin du siècle, la platine à percussion disparait pour les armes militaires.

## Utilisation aujourd'hui
L'utilisation de poudre noire de nos jours en Europe est plutôt un hobby d'amateurs attirés par l'aspect historique, cependant les armes à chargement par la bouche sont toujours en production aujourd'hui et connaissent un regain de popularité comme arme de chasse, en Amérique notamment où son utilisation n'avait jamais vraiment cessé, en raison de périodes et de zones de chasse réservées pour ce type d'arme.
Avec les préoccupations écologiques actuelles, le fusil à poudre noire redevient un choix intéressant ; la poudre et les matières nécessaires à son entretien sont entièrement naturelles ou demandent très peu de transformation (eau chaude, charbon, soufre, salpêtre, graisse animale ou végétale, huile à cuisson…) et dans tous les cas il s'agit de matières non polluantes. L'arme ne laisse pas de douilles de cartouches vides en métal ou en plastique derrière elle ; le tireur peut fabriquer ses propres projectiles sur un simple feu de camp avec un moule à balle et du plomb de récupération.
En France, ce type d'arme est placé en catégorie D (ce qui veut dire qu'ils sont en vente libre pour les majeurs) si ce sont des reproductions d'armes anciennes, et dans les catégories B ou C pour les armes de conception moderne à poudre noire.

## Risques de la poudre noire
Un certain nombre de problèmes liés à l'utilisation de la poudre noire en font des armes difficiles à manier, voire dangereuses si les règles élémentaires de sécurité inhérentes à ce type d'arme ne sont pas respectées, en plus des risques que représente toute arme à feu. Le port de lunettes de protection est souhaitable à cause des projections de gaz et de résidus non brulés qui risquent de sortir par la lumière de l'arme, par le bassinet et parfois par le pourtour de l'amorce dans les cas de répliques ou d'armes anciennes (à mèche, à rouet, à silex et à percussion).
Les résidus et la suie, en proportion importante avec ce type d'explosif, encrassent l'arme qu'il faut régulièrement nettoyer, contrairement aux armes modernes où tous les composés chimiques se volatilisent.
Une inflammation irrégulière de la poudre et l'éjection d'une partie de la dose peut déclencher des incendies, d'autre part le risque qu'un projectile se coince dans le canon est plus grand qu'avec des dispositifs modernes.
Cependant depuis que le tir, la compétition et la chasse avec armes à chargement par la bouche connaissent une hausse de popularité, les fabricants d'armes sportives ont mis au point et commercialisé des armes modernes de type "en ligne" (souvent fabriquées à partir de modèles d'armes à feu modernes existant). Ces armes très performantes utilisent des mécanismes, des amorces et des projectiles de facture résolument récente et seules les techniques de chargement, d'entretien et l'épaisse fumée qui s'en dégage lors du tir, permettent de les associer à leurs ancêtres.
Le risque le plus important avec les armes à poudre noire découle de la manipulation de la poudre elle-même ; celle-ci étant un explosif et n'étant pas empaquetée dans une enceinte hermétique comme celle des munitions modernes qui utilisent plutôt un combustible sans aucune force s'il n'est pas confiné, le risque d'embrasement de la poudre est important et crée un risque d'explosion pour l'utilisateur maladroit. Pour cette raison l'utilisation de poire à poudre ou corne à poudre, contenants traditionnels de la poudre noire en vrac selon le côté de l'Atlantique, est progressivement bannie pour imposer à la place l'utilisation de doses de poudre ensachées individuellement ou compressées en blocs cylindriques pré-pesés et dont l'explosion aura des conséquences moins fâcheuses tout en simplifiant le chargement.
Néanmoins, les charges de poudre noire compressée sont bannies de tous les concours régis par la MLAIC et dans la majorité des clubs de tir en France.